# Eudonia bucolica
Eudonia bucolica là một loài bướm đêm trong họ Crambidae.